# Alaejos

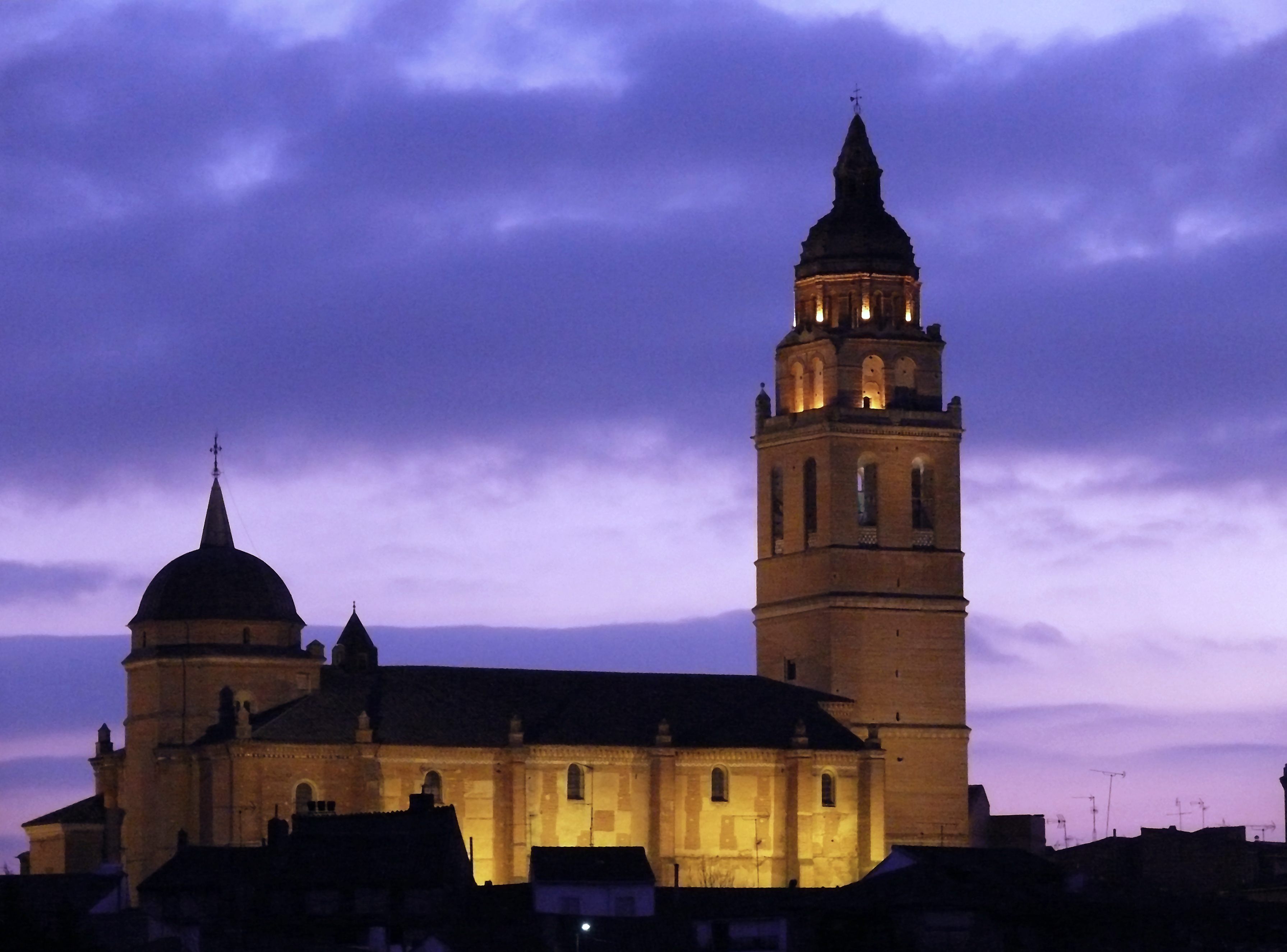
Alaejos

Alaejos là một đô thị ở tỉnh Valladolid, Castile và León, Tây Ban Nha. Theo điều tra dân số năm 2004 thực hiện bởi (INE), đô thị này có 1.627 dân. Đô thị này nằm ở độ cao 754 m và cách tỉnh lỵ [[[Valladolid]]] 63 km. Đô thị này có diện tích 102,59 km², mật độ dân số 15,46 người/km². Mã số bưu chính của Alaejos là 47510, số đầu điện thoại: 983.